# Wiszenki-Kolonia
Wiszenki-Kolonia – wieś w Polsce położona w województwie lubelskim, w powiecie zamojskim, w gminie Skierbieszów.
| SIMC    | Nazwa  | Rodzaj    |
| ------- | ------ | --------- |
| 0898946 | Doliny | część wsi |

W latach 1975–1998 miejscowość administracyjnie należała do województwa zamojskiego.
Wieś jest sołectwem w gminie Skierbieszów. Według Narodowego Spisu Powszechnego z roku 2011 wieś liczyła 96 mieszkańców.
Wierni Kościoła rzymskokatolickiego należą do parafii Świętego Krzyża w Kalinówce.

## Szlak turystyczny
- Oznaczony kolorem żółtym Szlak Ariański – biegnący od Skierbieszowa do Rejowca Fabrycznego. Poprowadzony jest przez obszar Działów Grabowieckich i Pagórów Chełmskich.